# För alltid
För alltid är ett studioalbum från 1995 av det svenska dansbandet Arvingarna.
På Svensktoppen fick man in låtarna Bo Diddley  och Än finns det kärlek, 1995-1996 , och placerade sig som högst på tredje plats.

## Låtlista
1. Än finns det kärlek
2. Månsken över heden
3. Du och jag
4. Bo Diddley
5. Alltid
6. Åh, vilken tjej
7. Allt jag gör
8. Drömmen om Hollywood
9. En i mängden
10. Jag är ensam utan dej
11. Hon går hem till din bäste vän
12. Blåa känslor
13. California Girls
14. Natt efter natt
15. HD
16. Fri som en vind

## Listplaceringar
| Lista (1995-1996) | Topplacering |
| ----------------- | ------------ |
| Sverige           | 14           |